# Háďátko zhoubné
Háďátko zhoubné, též háďátko cibulové, Ditylenchus dipsaci, je hlístice, která poškozuje rostliny, především cibuloviny.

## EPPO kód
DITYDI

## Synonyma
Podle EPPO je pro patogena s označením háďátko zhoubné Ditylenchus dipsaci používáno více rozdílných názvů, například Anguillulina dipsaci nebo Tylenchus devastator.

## Zeměpisné rozšíření
Areál rozšíření háďátka zhoubného zahrnuje Evropu, Asii, obě Ameriky i Austrálii. V Evropě je na většině území běžným druhem, a to včetně Česka.

## Popis
Háďátko zhoubné je hlístice o velikosti 1,5 mm (1,2 mm). Obří rasa patogena mívá délku až 2 mm. V ústní dutině háďátek je silný dutý bodec.
Hostitelem je mnoho druhů rostlin, patogen je polyfág a obligátní parazit. Mezi napadané rostliny patří například hrášek, červená řepa, jahodník, tykev, dýně, rebarbora a okrasné cibuloviny.
Háďátko zhoubné proniká do rostlin buď z půdy nebo zamořené sadby a občas ze semen. Žije mezi buňkami listů cibule nebo česneku a mezi šupinách cibulí. Samice zplodí 250 vajec v průběhu cyklu. Při optimálních teplotách v rozmezí 15 až 20 °C se vyvine až šest generací za rok.
Tento druh háďátka, včetně jeho ras, je ekologicky plastický, pro kombinaci schopnosti polyfága který může přežívat za nepříznivých podmínek v anabióze. Lepší vývoj háďátka pozorován v oblastech s mírným klimatem, kde je dostatečný přívod čerstvého vzduchu vlhkost v kombinaci s prodlouženou dobou optimální teploty (15–20 °C). Nebezpečný výskyt je zaznameáván především na těžkých půdách. Antagonisty háďátek v půdě jsou houby rodů Arthrobotrys a Dactylaria.

## Příznaky
Obecně platí, že tato hlístice způsobuje otoky a narušení nadzemních částí rostlin a nekrózu nebo hnilobu báze stonků, cibule, hlízy a oddenků. Rostliny napadené háďátkem jsou deformované, mají chlorotické, žloutnoucí, pokřivené listy, často visí jako zvadlé, špatně nasazují květy. Celé rostliny žloutnou a usychají, kořeny a báze stonku práchniví. Cibule zahnívá a hniloba napadá i kořenový systém. Významným znakem je praskání podpučí cibulí. Napadené rostliny se vyskytují v ohniscích. Skladované cibule mohou být poškozovány i během skladování. Okrasným cibulovinám často vykvétají květy na extrémně krátkých stvolech. Celé rostliny se obvykle dají snadno vytáhnout z půdy a při silném napadení se přetrhnou.
Ačkoliv hlístice napadá řadu rostlinných druhů, zvláště významné bývá napadení cibulovin. Nejtypičtějším příznakem poškození česneku je houbovatění pletiv a deformace celých rostlin. Silně poškozeno bývá zejména podpučí, které často praská a vyrůstá z něho omezený počet kořenů.

### Příznaky na jahodníku
Na jahodníku háďátka poškozují rašící listy a vyvíjející se květy. Napadené rostliny jsou menší, listové řapíky a květní stonky zduřelé. Čepele listů jsou křehké a zdeformované a rostliny málo kvetou.

### Příznaky na vojtěšce
Celá rostlina usychá a má příznaky zakrslosti a otok v místě kořenového krčku. Výrazně jsou zkrácena internodia. Při těžkém napadení rostliny dochází k úhynu.

### Příznaky na tabáku
Hlístice stonku způsobuje zakrnění a deformace spodní části stonku, které vede k vážnému poškození.

### Příznaky na bobu
Patogen způsobuje otoky a deformace tkáně stopky nebo léze, které jsou nejdříve červenavé později černé, v závislosti na kultivaru a prostředí. Nově vytvořené lusky mají tmavě hnědou barvu. Léze obklopují stonek. Nekrózy listového řapíku je obvyklá při velkém napadení háďátkem, ale může být zaměňována s příznaky vyvolané houbovými patogeny. Infikované semena jsou tmavší, deformovaná, menší mít skvrny na povrchu. Těžké napadení často způsobuje úhyn hlavního výhonku.

### Možnost záměny
Příznaky lze snadno zaměnit za napadení vrtalkou pórovou (Napomyza gymnostoma). Příznaky na nadzemních částech jsou velmi podobné, ale vrtalka na rozdíl od háďátek nepoškozuje kořenový systém rostlin. Příznaky mohou být překryty druhotným napadením poškozených rostlin patogeny.

## Význam
Háďátko zhoubné je jednou z nejničivějších hlístic, zejména v zemích s mírným podnebím. Bez prevence může způsobit úplné znehodnocení porostů hostitele (např. cibule, česnek, obiloviny, luštěniny, jahody, okrasné rostliny, zejména cibulovin).
V případě, že je půda silně zamořena nad ekonomickou mez 10 larev patogena na 500 cm3), napadení ovlivňuje výnos. při zvýšení o 40 % výnos cibule a česneku klesá na polovinu. Poškození je mnohem vážnější ve vlhkém podnebí.

## Šíření
Patogen se obvykle šíří z rostlinných zbytků a zásobních orgánů, šíří se s zamořenou půdou, ale přenáší se i semeny. Háďátka jsou schopna přežívat v půdě několik let v inaktivním stavu a být šířena zamořenou půdou bez projevů napadení.

## Ochrana rostlin
Komplexní opatření je nezbytné. K dispozici nejsou přípravky na přímou ochranu rostlin. V zahraničí jsou používány preparáty na bázi houby rodu Arthrobotrys.

### Agrotechnická opatření
Ve sklenících a pro předpěstování rostlin se provádí sterilizace půdy parou. Důležité je setí a výsadba uznaných materiálů a vyhýbání se nákupu sadby zdeformované nebo jinak podezřelé. Dalšími opatřeními je využívání širokého osevního postupu a pěstování vhodných předplodin. Po zjištěném napadení na pozemku je třeba nepěstovat 4–6 let hostitelské rostliny, jako cibuloviny, brukvovité, kukuřici, obilniny. Pomáhá dostatečné hnojení organickými hnojivy. Během vegetace je důležité odstraňovat podezřelé rostliny i s okolní zeminou (tzv. negativní výběry). Napadené zbytky rostlin se nesmějí kompostovat, protože i kompost by se mohl stát zdrojem infekce.
Rezistentní odrůdy například u cukrovky nebo meziplodiny neexistují. Odrůdy cukrovky tolerantní k cystotvornému háďátku řepnému nejsou vhodné, protože citlivě reagují na napadení háďátkem zhoubným.
Co se chemické ochrany týče, před sázením lze česnek jako součást prevence namořit 5% roztokem Sulky (sirný přípravek). Doba moření by měla být okolo 12 hodin, neboť některé populace již začínají být síře odolné a tak se moření Sulkou doporučuje především proti vlnovníku česnekovému. Sulka jako desinfekční zásada hrozí při déletrvajícímu účinku poškozením popálení sadby. Proti háďátku se doporučuje pozdní výsadba před zámrzem.